# Орлінс (округ, Нью-Йорк)
Шаблон:StateAbbr_ 43°22′ пн. ш. 78°14′ зх. д. / 43.37° пн. ш. 78.23° зх. д.
Округ Орлінс (англ. Orleans County) — округ (графство) у штаті Нью-Йорк, США. Ідентифікатор округу 36073.

## Історія
Округ утворений 1824 року.

## Демографія
За даними перепису 
2000 року 
загальне населення округу становило 44171 осіб, зокрема міського населення було 18925, а сільського — 25246.
Серед мешканців округу чоловіків було 21891, а жінок — 22280. В окрузі було 15363 домогосподарства, 10839 родин, які мешкали в 17347 будинках.
Середній розмір родини становив 3,13.
Віковий розподіл населення поданий у таблиці:
| Стать    | До 15 років | 15-21 | 22-29 | 30-39 | 40-49 | 50-65 | 65-85 | Понад 85 |
| -------- | ----------- | ----- | ----- | ----- | ----- | ----- | ----- | -------- |
| Чоловіки | 4901        | 2240  | 2114  | 3594  | 3470  | 3264  | 2115  | 193      |
| Жінки    | 4531        | 2063  | 1989  | 3717  | 3487  | 3329  | 2650  | 514      |

## Суміжні округи
- Монро — схід
- Дженесі — південь
- Ніагара — захід

## Виноски
1. ↑  U.S. Decennial Census. United States Census Bureau. Архів оригіналу за 26 квітня 2015. Процитовано 6 січня 2015.
2. ↑  Historical Census Browser. University of Virginia Library. Архів оригіналу за 11 серпня 2012. Процитовано 6 січня 2015.
3. ↑  Population of Counties by Decennial Census: 1900 to 1990. United States Census Bureau. Архів оригіналу за 19 лютого 2015. Процитовано 6 січня 2015.
4. ↑  Census 2000 PHC-T-4. Ranking Tables for Counties: 1990 and 2000 (PDF). United States Census Bureau. Архів оригіналу (PDF) за 18 грудня 2014. Процитовано 6 січня 2015.
5. ↑  State & County QuickFacts. United States Census Bureau. Архів оригіналу за 7 червня 2011. Процитовано 12 жовтня 2013.(англ.) Наведено за англійською вікіпедією.
6. ↑  American FactFinder. Бюро перепису населення США. Архів оригіналу за 26 лютого 2012. Процитовано 31 січня 2008.

| США | Це незавершена стаття з географії США. Ви можете допомогти проєкту, виправивши або дописавши її. |